# Eemsmond

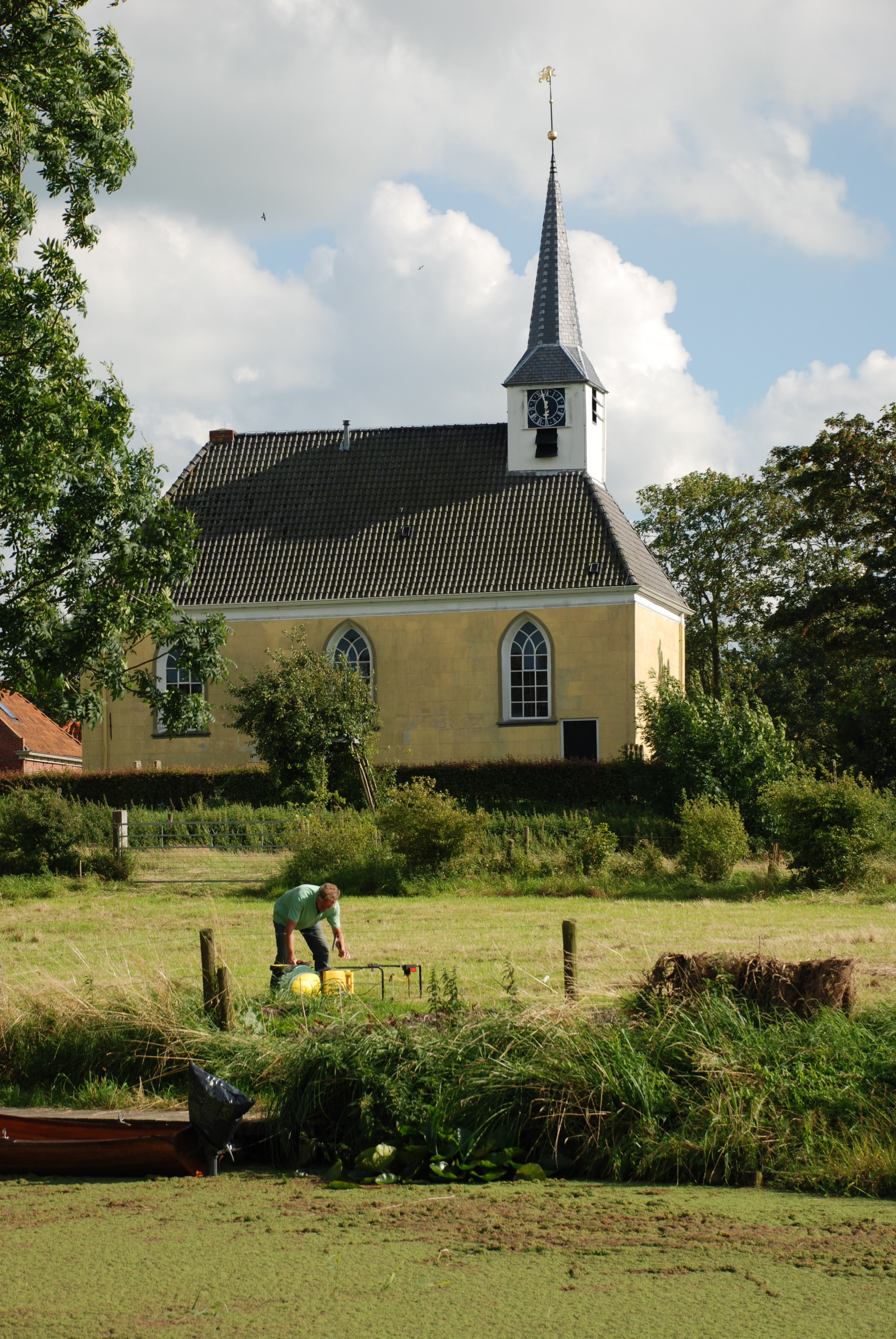
Stitswerd

Eemsmond (phát âmⓘ) là một đô thị ở tây bắc Hà Lan. Đô thị này có diện tích đất 189,63 km², dân số năm 2006 là 16.728 người.

## Các trung tâm dân số
Eemshaven, Eppenhuizen, Kantens, Oldenzijl, Oosteinde, Oosternieland, Oudeschip, Roodeschool, Rottum, Startenhuizen, Stitswerd, Uithuizen, Uithuizermeeden, Usquert, Warffum, Zandeweer.
Đô thị này cũng bao gồm các đảo không có dân sinh sống Rottumeroog và Rottumerplaat.